# آبشار لور هاپکینز کاسکید
آبشار لور هاپکینز کاسکید (به انگلیسی: Lower Hopkins Cascade) آبشاری است که در همیلتون (انتاریو)، کانادا واقع شده و ارتفاع کلی ریزشگاه آن ۶ متر (۲۰ فوت) است.